# Эйн-Цурим
Эйн-Цурим (ивр. עין צורים‎) — религиозный кибуц в Южном административном округе Израиля, недалеко от Кирьят-Малахи, находящийся под юрисдикцией регионального совета Шафир.

## История

### Первоначальное расположение
Кибуц был основан 23 октября 1946 года как новое поселение в Гуш-Эцион (к востоку от современного места). Его основателями были членами группы Бней Акива, сформированной в кибуце Тират-Цви.
К 1947 году кибуц имел население 80 человек. Однако во время арабо-израильской войны 1947—1949 годов он был разрушен иорданской армией вместе со всеми другими поселениями в Гуш-Эционе. Мужчины, которые остались сражаться, были захвачены иорданцами, объявлены военнопленными и доставлены в лагерь военнопленных «Мафрак».
С возобновлением еврейского присутствия в Гуш-Эционе после Шестидневной войны, на том же месте был построен новый кибуц под названием Рош-Цурим.

### Современное расположение
В 1949 году люди из разрушенного иорданцами Эйн-Цурима, основали новый кибуц в южной части Израиля, возле существующих мошавов Зрахия, Шафир и Мерказ-Шапира, который они назвали «Эйн-Цурим» в качестве символа преемственности.
В 1980-х годах в районе кибуца были построены два крупных образовательных центра: «Иешива Кибуц Ха-Дати» и «Центр изучения иудаизма Яакова Херцога». Однако в 2008 году иешива закрылась из-за недостаточной регистрации. Все бывшие ученики иешивы в Йом-Киппур возвращаются, чтобы вместе помолиться на старом месте.
После вывода населения из Газы в 2005 году некоторые эвакуированные из Гуш-Катифа перебрались в парк трейлеров возле кибуца, и были составлены планы по постройке для них постоянного жилья.
В 2010 году был выпущен фильм «Парламент завтрака» режиссёра Голана Райса, который был снят в кибуце и описывает в художественной форме влияние процесса приватизации, которым подвергся кибуц. Фильм был показан на Докавском фестивале фильмов.

## Население
По данным Центрального статистического бюро Израиля, население на начало 2020 года составляло 863 человека.